# 剣町 (名古屋市)
剣町（つるぎちょう）は、愛知県名古屋市中村区の地名。丁目の設定はない。住居表示未実施。

## 地理
名古屋市中村区西部に位置する。東は二瀬町、南は岩塚本通に接する。

## 歴史

### 地名の由来
岩塚町字八剣東による。

### 沿革
- 1959年（昭和34年）3月27日 - 岩塚土地区画整理組合の設立が認可される[9]。
- 1966年（昭和41年）12月9日 - 中村区岩塚町字小鴨上り・字一町田・字木戸際・字弾子宮・字株榎・字八軒東・字中葉抜・字半丈田・字東大蟷・字二町田および鴨付町2丁目・向島町4丁目の各一部により、同区剣町として成立[1]。

## 世帯数と人口
2019年（平成31年）2月1日現在の世帯数と人口は以下の通りである。
| 町丁 | 世帯数  | 人口  |
| ---- | ------- | ----- |
| 剣町 | 364世帯 | 773人 |

### 人口の変遷
国勢調査による人口の推移
| 1970年（昭和45年） | 718人 | [ 10 ] |  |
| 1975年（昭和50年） | 958人 | [ 10 ] |  |
| 1980年（昭和55年） | 895人 | [ 11 ] |  |
| 1985年（昭和60年） | 881人 | [ 11 ] |  |
| 1990年（平成2年）  | 833人 | [ 12 ] |  |
| 1995年（平成7年）  | 806人 | [ 13 ] |  |
| 2000年（平成12年） | 816人 | [ 14 ] |  |
| 2005年（平成17年） | 732人 | [ 15 ] |  |
| 2010年（平成22年） | 734人 | [ 16 ] |  |
| 2015年（平成27年） | 721人 | [ 17 ] |  |

## 学区
市立小・中学校に通う場合、学校等は以下の通りとなる。また、公立高等学校に通う場合の学区は以下の通りとなる。
| 番・番地等 | 小学校               | 中学校               | 高等学校 |
| ---------- | -------------------- | -------------------- | -------- |
| 全域       | 名古屋市立岩塚小学校 | 名古屋市立御田中学校 | 尾張学区 |

## 施設
- パレマルシェ中村店[7]
- 名古屋市消防局中村消防署岩塚出張所[7]
- 剣公園[7]
- 八剣社[7]

## その他

### 日本郵便
- 郵便番号 : 453-0842[4]（集配局：中村郵便局[20]）。